# 崔乃夫
崔乃夫（1928年10月—2023年4月4日），河北昌平人。中華人民共和國政府官員，曾擔任中華人民共和國民政部部長，中共第十二、十三、十四届中央委员，第八届、九届全国人大代表。是“中国改革开放后重启专业社会工作的直接推动者”。

## 生平
1928年10月出生在河北省枣强县宅城乡大王村。1947年考入中法大学。1948年加入中國共產黨。1949年进入华北人民革命大学。中華人民共和國成立後，歷任中共山西省委书记秘书，全国代销合作总社科长、兰州大学教务长、党委副书记等职。1978年中華人民共和國民政部复建，崔乃夫调入，1981年任民政部副部長，1982年升任民政部部長，1994年卸任。崔乃夫在卸任民政部部长后，创办了中华慈善总会并任会长。
2023年4月4日逝世於北京，享年95岁。

## 著作
- . 北京市: 中国社会出版社. 1993. ISBN 9787800883743.
- . 上海市: 上海辞书出版社. 1990. ISBN 7-5326-0141-2.
- 崔乃夫 (编). . 北京市: 商务印书馆. 1998. ISBN 9787100018364.
- 崔乃夫 (编). . 北京市: 商务印书馆. 1999. ISBN 9787100023252.